# Basketball-Verband Schleswig-Holstein
Der Basketball-Verband Schleswig-Holstein e. V. (kurz: BVSH) ist der Dachverband der Basketballvereine beziehungsweise Sportvereine mit Basketball-Abteilungen in Schleswig-Holstein.

## Geschichte
Der Basketball-Verband Schleswig-Holstein wurde am 9. September 1967 in der Gaststätte Holstentor-Klause in Lübeck gegründet. Erster Vorsitzender des neuen Verbandes war Hans Hugo Jöns. Bis 1998 war Hermann Homfeldt BVSH-Präsident, anschließend von 1998 bis 2010 Markus Hellwich, der 2011 zum Ehrenpräsidenten ernannt wurde.
Derzeitiger BVSH-Vorsitzender ist Holger Franzen (seit 2010). Ehrenpräsidenten des Verbandes sind neben Hellwich (†), Hans-Hermann Sohnrey (†) und Hermann Homfeldt.

## Gliederung
Die höchste Spielklasse des BVSH im Erwachsenenbereich ist die Oberliga. Der Landespokalwettbewerb trägt den Namen BVSH-Cup.
Eine Besonderheit betrifft mehrere Vereine aus dem Großraum Hamburg, die geographisch und politisch zwar zum Bundesland Schleswig-Holstein zählen, aber nicht Mitglied des BVSH, sondern des Hamburger Basketball-Verbandes sind. Dazu zählen der Ahrensburger TSV, der Elmshorner MTV, die BG Halstenbek/Pinneberg, der TuRa Harksheide, der Basketballclub Quickborn, der TSV Uetersen, der SC Rist Wedel.

## Nachwuchsarbeit
Der BVSH-Satzung zufolge ist der Zweck des Verbandes „die Förderung und Pflege des Basketballsports in all seinen Varianten im Lande Schleswig-Holstein unter besonderer Berücksichtigung jugendpflegerischer Arbeit.“
Bei bundesweiten Sichtungsveranstaltungen bildet der Basketball-Verband Schleswig-Holstein eine Spielgemeinschaft mit den Landesverbänden aus Hamburg und Mecklenburg-Vorpommern.